# Jerzy Sapiejewski
Jerzy Sapiejewski także Jerzy Sapieyevski (ur. 1945 w Łodzi) – polsko-amerykański kompozytor i wykładowca. 
Po ukończeniu studiów w Polsce (PWSM w Sopocie) wyemigrował do USA w 1967 r.  Jednym z jego najbardziej znanych utworów jest Summer Overture (1974). W 2005 roku został odznaczony Krzyżem Kawalerskim Orderu Zasługi Rzeczypospolitej Polskiej.

## Źródła
1. 1 2  Elżbieta Dziębowska, Encyklopedia muzyczna PWM: część biograficzna. S-Sł. T. 9, Polskie Wydawnictwo Muzyczne, 2007, s. 37, ISBN 978-83-224-0865-0 [dostęp 2021-10-15] (pol.).
2. 1 2  Jerzy Sapieyevski, Oxford Reference, DOI: 10.1093/oi/authority.20110803100441534 [dostęp 2021-10-15] (ang.).
3. ↑  zarys biografii